# Anastasija Barannikova
Anastasija Anatol'evna Gladyševa coniugata Barannikova, accreditata come Anastasiya Barannikova dalla FIS (in russo Анастасия Анатольевна Гладышева-Баранникова?; Perm', 27 novembre 1987) è un'ex saltatrice con gli sci russa.

## Biografia
In Coppa Continentale, la massima competizione femminile di salto prima dell'istituzione della Coppa del Mondo nella stagione 2012, ha esordito l'8 agosto 2009 a Bischofsgrün (44ª) e ha ottenuto il primo podio il 9 marzo 2013 a Örnsköldsvik (3ª).
Ha debuttato in Coppa del Mondo il 3 dicembre 2012 a Lillehammer, nella gara inaugurale del circuito, classificandosi 46ª e ai Campionati mondiali a Val di Fiemme 2013,  dove è stata 26ª nella gara individuale e 9ª in quella a squadre mista.
Ai Mondiali di Falun 2015 si è classificata 35ª nell'individuale, mentre a quelli di Lahti 2017 si è piazzata 21ª nella gara individuale e 6ª in quella a squadre mista. Il 16 dicembre 2017 ha ottenuto a Hinterzarten il suo primo podio in Coppa del Mondo (2ª) e ai XXIII Giochi olimpici invernali di Pyeongchang 2018, suo esordio olimpico, si è classificata 27ª nel trampolino normale.

## Palmarès

### Coppa del Mondo
- Miglior piazzamento in classifica generale: 25ª nel 2017
- 2 podi (entrambi a squadre):
  - 1 secondo posto
  - 1 terzo posto

### Coppa Continentale
- Miglior piazzamento in classifica generale: 9ª nel 2014 e nel 2015
- 1 podio:
  - 1 terzo posto